# Usman Garuba
Artikeln följer den spanska namnseden; faderns efternamn är Garuba och moderns efternamn Alari.

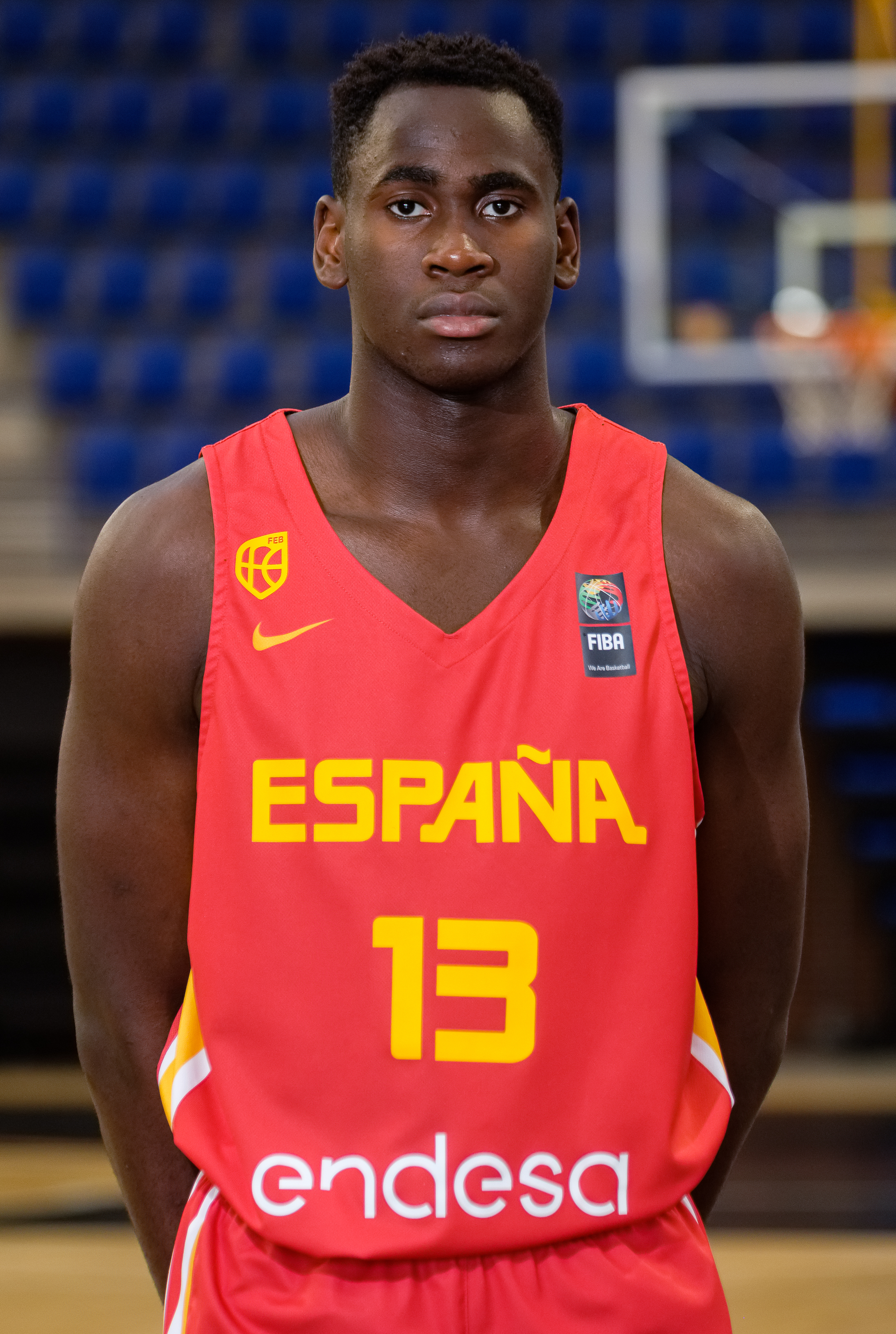
Usman Garuba, 2019.

Destiny Usman Garuba Alari, född 9 mars 2002 i Madrid, är en spansk professionell basketspelare (PF/C) som spelar för Golden State Warriors i National Basketball Association (NBA). Han har tidigare spelat för Houston Rockets och Real Madrid Baloncesto.
Garuba var med och vinna, tillsammans med det spanska basketlandslaget, en guldmedalj vid europamästerskapet i basket för herrar 2022..
Han draftades av Houston Rockets i första rundan i 2021 års draft som 23:e spelare totalt.